# Rudmose Brown Peak
Der Rudmose Brown Peak ist ein Berg an der Küste des ostantarktischen Enderbylands. Er ragt 13 km südwestlich des Mount Hurley auf.
Wissenschaftler der British Australian and New Zealand Antarctic Research Expedition (1929–1931) unter der Leitung des australischen Polarforschers Douglas Mawson entdeckten ihn im Januar 1930. Mawson benannte ihn nach dem britischen Botaniker und Polarforscher Robert Neal Rudmose-Brown (1879–1957), Teilnehmer an der Scottish National Antarctic Expedition (1902–1904) unter William Speirs Bruce.